# Frammenti di un discorso amoroso
(Roland Barthes, Come è fatto questo libro in Frammenti di un discorso amoroso)
(Roland Barthes, in Frammenti di un discorso amoroso)
Frammenti di un discorso amoroso (titolo originale: Fragments d'un discours amoureux) è un saggio del semiologo francese Roland Barthes.
Organizzato per 80 voci ordinate alfabeticamente, il libro è uscito per le Éditions du Seuil nel 1977 e tradotto da Renzo Guidieri nell'Einaudi (collana "Gli struzzi" n. 203) nel 1979. Trenta anni dopo la stessa casa editrice francese ha pubblicato i testi di appunti per il seminario tenuto da Barthes all'École pratique des hautes études nei due anni accademici 1974-1976 i quali stanno dietro la composizione del saggio.
Principali riferimenti sono al Werther di Goethe, al Simposio di Platone, a Nietzsche (in quegli anni Barthes ne seguiva la lettura di Gilles Deleuze), alla psicoanalisi freudiana e lacaniana, e alla cultura zen, oltre alla letteratura mistica (in particolare a Juan de la Cruz), ai Lieder tedeschi e a diverse opere letterarie (in particolare di Balzac, Dostoevskij, Flaubert, Laclos, Proust e Stendhal). Altri autori citati sono Bruno Bettelheim, André Gide, Heinrich Heine, Julia Kristeva, Victor Hugo, Pierre de Ronsard, François Wahl, Donald Winnicott.
Tra le tante tesi del libro si colgono quelle che liberano l'innamorato dal giudizio e consegnano l'immagine all'immaginario, ovvero che si ama l'amore più dell'amato stesso, rendendo particolarmente fertili l'assenza e l'attesa dell'amato. La larga rassegna di sensazioni e desideri dell'innamorato includono il voler capire, l'ostinarsi ad affermare l'amore nonostante tutto, la ricerca impossibile dell'appagamento, il sentirsi colpevoli, desideranti (ovvero "in languore") e compassionevoli o posseduti da demoni (in particolare da quello del linguaggio) o asserviti e comunque con una riduzione del senso di realtà delle cose (laddove chiama il mondo "siderato", e l'innamorato come "in estasi"), oppure inadeguati (il sentirsi "mostri", "osceni" o "vulnerabili").
Il percorso d'amore non è una strada diritta, ma un dispendio (categoria mutuata a Georges Bataille e a William Blake) e una messa in esilio nella finzione, dove l'innamorato si ritrova pieno di gelosia e stanchezza (in senso filosofico, alla Maurice Blanchot), nonché di tendenza a identificarsi con altri innamorati (o comunque ad avere la tendenza a ritenere gli altri tali) e a dare peso più alle immagini in sé che alla conoscenza, dato che i segni sono comunque sempre incerti e in un gioco a caduta libera.
Le tipiche figure includono amici informatori e pettegoli, dichiarazioni (tramite la "non-frase" di "io ti amo"), lettere, riti e azioni segrete, nascondimenti, feticci, ricordi e rimpianti, scenate (con l'immagine potente del linguaggio che "ha perso il suo oggetto") e altre messe in scena, compreso il desiderio di suicidio.
Proprio il linguaggio è continuamente osservato, i suoi effetti (altrettanto inadeguati o percepiti come tali) e le sue leggi: "voler scrivere l'amore significa affrontare il guazzabuglio del linguaggio: quella zona confusionale in cui il linguaggio è insieme troppo e troppo poco, eccessivo [...] e povero", scrive a un certo punto. Questa attenzione al linguaggio ha portato lo stesso Barthes a scegliere uno stile quasi nebbioso, fortemente evocativo e squisitamente colto per un territorio che nonostante tutto non può essere limitato. Perché il discorso dell'amore è un discorso impossibile e l'altro diventa inafferrabile. Ecco che allora Barthes riprende la saggezza orientale per rispondere a chi cerca la verità con un semplice "sì", spostamento a lato che è dedizione, amore, appunto, il suo scandalo (nel senso che fa più scandalo la sentimentalità della sessualità).
Il libro ebbe un immediato successo, sia in Francia sia in Italia, ed è ancora oggi, insieme a La camera chiara, il suo libro più noto e più venduto.

## Edizioni
- Roland Barthes, Frammenti di un discorso amoroso, traduzione di Renzo Guidieri, collana ET Saggi, Einaudi, 2005,  p. 258, ISBN 88-06-17431-2.